# Scooby-Doo (phim)
Scooby-Doo (còn được gọi là Scooby-Doo: The Movie) là một bộ phim điện ảnh thuộc thể loại hài hước - kỳ ảo phiêu lưu của Mỹ công chiếu năm 2002  dựa trên loạt phim hoạt hình dài tập cùng tên. Đây là phần phim đầu tiên trong loạt phim điện ảnh người đóng Scooby-Doo, do Raja Gosnell làm đạo diễn từ kịch bản của James Gunn, và có sự tham gia diễn xuất của Freddie Prinze Jr., Sarah Michelle Gellar, Matthew Lillard, Linda Cardellini và Rowan Atkinson. Truyện phim xoay quanh Mystery Incorporated, một nhóm gồm bốn thanh thiếu niên và một chú chó biết nói chuyên giải quyết những bí ẩn, họ tái hợp sau hai năm tan rã để điều tra một vụ án bí ẩn tại một khu nghỉ mát lấy đề tài kinh dị nổi tiếng nằm trên đảo nhiệt đới.
Với khâu ghi hình diễn ra trong và xung quanh Queensland, Úc cùng kinh phí 84 triệu USD, Scooby-Doo được công chiếu vào ngày 14 tháng 6 năm 2002 và thu về 275 triệu USD trên toàn thế giới. Nghệ sĩ reggae Shaggy và nhóm nhạc rock MxPx đã thể hiện các phiên bản khác nhau của bản nhạc hiệu phim Scooby-Doo, Where Are You!. Scooby-Doo Spooky Coaster, một chuyến tàu lượn siêu tốc dựa trên bộ phim, đã được xây dựng tại Warner Bros. Movie World ở Gold Coast, Úc vào năm 2002. Bộ phim nhìn chung nhận được những đánh giá tiêu cực từ giới phê bình, họ phê phán kịch bản và nét hài hước của phim, mặc dù diễn xuất của Lillard được tán dương và sau này tác phẩm đã gây dựng được một lượng người hâm mộ nhiệt thành. Đây là lần cuối cùng William Hanna làm giám đốc sản xuất trước khi ông qua đời vào 22 tháng 3 năm 2001. Phần phim tiếp theo mang tên Scooby-Doo 2: Monsters Unleashed, ra rạp vào ngày 26 tháng 3 năm 2004.

## Nội dung
Sau khi Mystery, Inc. phá xong vụ án bí ẩn Bóng ma Luna Ghost tại một nhà máy, xích mích dai dẳng giữa Fred (một kẻ hãnh diện thô thiển), Daphne (phát ốm vì là người bị bắt) và Velma (bị Fred thường xuyên ăn cắp công lên kế hoạch của cô) làm cho hội tan rã, bỏ mặc Scooby và Shaggy, rồi phó thác cho hai người chăm sóc chiếc xe van Mystery Machine của nhóm. Hai năm sau, họ đều được mời đi phá một vụ án bí ẩn trên một khu nghỉ mát nhiệt đới đề tài kinh dị trên đảo Ma quái (Spooky Island), do chủ sở hữu nơi này là Emile Mondavarious tin rằng các du khách tới đây bị nguyền rủa.
Trong khi Shaggy và Scooby hy vọng điều này sẽ tái gắn bó cả hội thì Velma, Fred và Daphne đều có ý định tự mình giải quyết bí ẩn. Velma tham dự một buổi biểu diễn nghi lễ do nam diễn viên N'Goo Tuana và tay sai của anh ta, đô vật Zarkos nổi tiếng thực hiện. N'Goo tuyên bố những con quỷ cổ xưa từng cai trị hòn đảo nhưng âm mưu trả thù kể từ khi chúng bị khu nghỉ mát đẩy đi. Trong khi đó, Shaggy phải lòng một cô gái tên Mary Jane, làm anh rời Scooby trong quá trình này.
Tất cả họ được dẫn đến chuyến đi đến ngôi nhà bị ma ám của khu nghỉ mát, nơi Fred và Velma bắt gặp một lớp học giáo dục những sinh vật vô nhân tính về văn hóa loài người, trong khi Daphne phát hiện ra một cổ vật hình kim tự tháp có tên là Daemon Ritus. Fred, Velma và Mondavarious bị bắt cóc và rồi bị quỷ ám trên đảo. Mary Jane gọi Cảnh sát biển tới giúp đỡ, nhưng họ không đến. Ngày hôm sau, sau khi nỗ lực song thất bại trong việc nói với Shaggy rằng Mary Jane là một con quỷ đội lốt người, Scooby cũng mất tích; Zarkos đánh cắp Daemon Ritus từ Daphne, và cô cũng bị bắt và bị quỷ ám.
Shaggy đi tìm những người bạn của mình và tìm thấy một thùng tế bào chất chứa linh hồn của những người bị quỷ ám. Anh tìm thấy và giải thoát linh hồn của Daphne, Fred và Velma, rồi họ phát hiện ra ánh sáng mặt trời tiêu diệt lũ quỷ. Một linh mục voodoo sống trên đảo thông báo cho cả nhóm rằng lũ quỷ sẽ thực hiện Nghi lễ "Darpokalypse" của chúng, nghi lễ này sẽ chứng kiến chúng thống trị thế giới trong 10.000 năm nếu một linh hồn thuần khiết bị hiến tế trong Daemon Ritus. Cả nhóm nhận ra rằng linh hồn thuần khiết chính là Scooby, người mà Mondavarious đưa đến Đảo Ma quái vì lý do này. Fred, Daphne và Velma cuối cùng cũng nhận ra sai lầm của mình, họ quyết định gạt bỏ những xung đột sang một bên và hợp tác với Shaggy để cứu Scooby.
Cả nhóm xâm nhập vào nghi lễ, nơi Mondavarious bị Shaggy phá hỏng vụ hy sinh linh hồn của Scooby. Hóa ra Mondavarious là một người máy được điều khiển bởi Scrappy-Doo, cháu trai bị ghẻ lạnh của Scooby, kẻ từng bị cả hội bỏ rơi từ lâu sau khi bản tính ngày càng ham muốn quyền lực và tự cao của y vượt khỏi tầm kiểm soát. Nhờ hấp thụ linh hồn của khách du lịch, Scrappy biến thành một con quái vật khổng lồ và cố gắng giết cả nhóm. Daphne giết lũ quỷ bằng cách phản chiếu ánh sáng mặt trời qua một quả cầu disco hình đầu lâu và đánh Zarkos rơi vào thùng, mang hầu hết các linh hồn khác trở lại cơ thể của họ. Shaggy giải thoát những linh hồn còn lại và phát hiện ra Mondavarious thực sự đang bị giam cầm, ông bị Scrappy bắt giữ để y có thể đóng giả mình. Scrappy và tay sai của y đều bị bắt còn Mystery, Inc. tái hợp.

## Phân vai
- Freddie Prinze Jr. vai Fred Jones
- Sarah Michelle Gellar vai Daphne Blake
- Matthew Lillard vai Norville "Shaggy" Rogers
- Linda Cardellini vai Velma Dinkley
- Rowan Atkinson vai Emile Mondavarious/Emile Mondavarious giả mạo[a]
- Miguel A. Nunez Jr. vai Voodoo Maestro
- Isla Fisher vai Mary Jane

## Sản xuất

### Phát triển

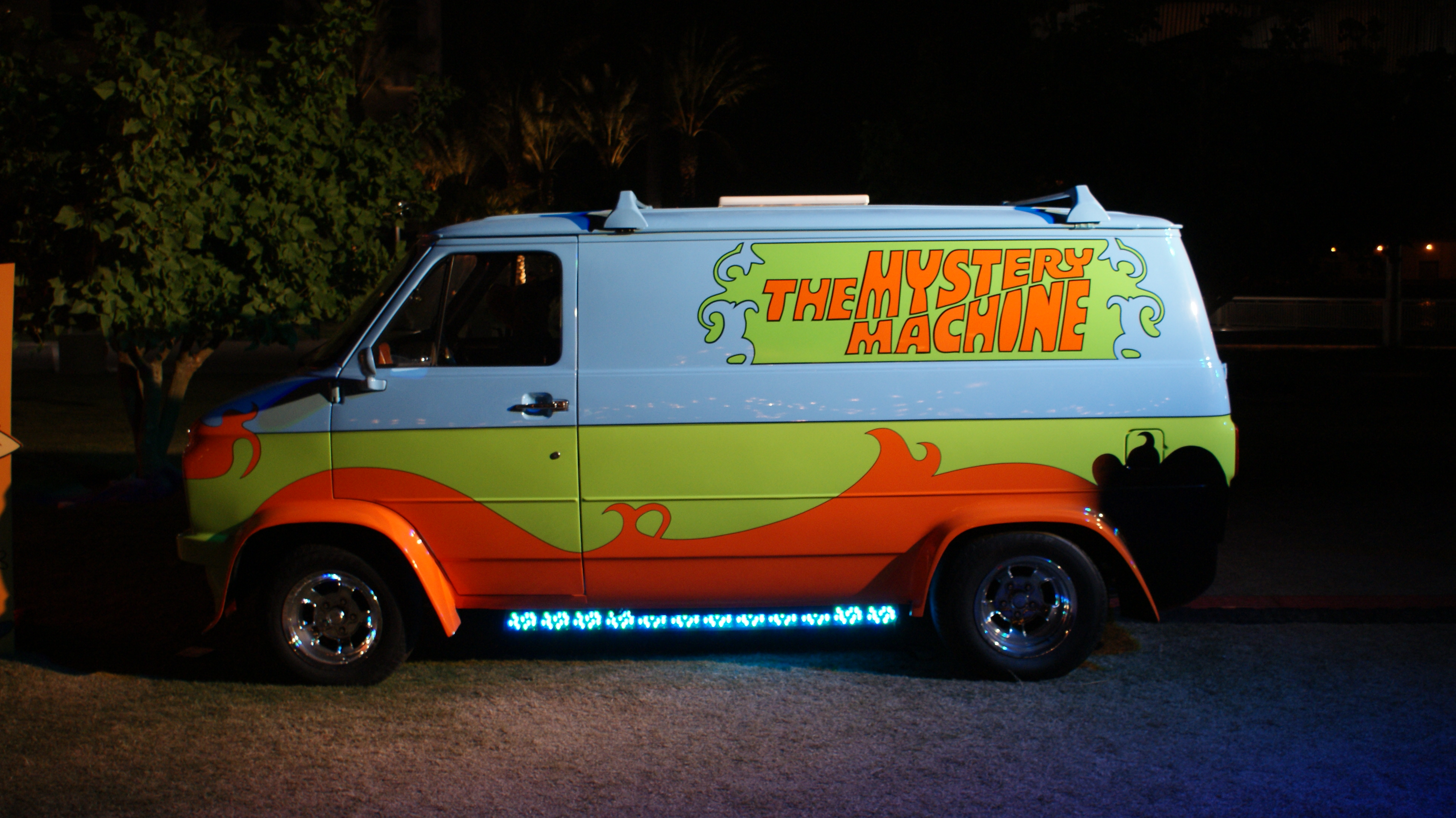
Chiếc xe Mystery Machine từ bộ phim tại San Diego Comic-Con International năm 2013

Nhà sản xuất Charles Roven bắt đầu phát triển bản phim người đóng của Scooby-Doo vào năm 1994. Cuối thập kỷ này, danh tiếng của Scooby-Doo, Where Are You! kết hợp cùng với việc bổ sung kịch bản và cập nhật hoạt hình kỹ thuật số đã làm Warner Bros. đẩy nhanh quá trình sản xuất bộ phim. Mike Myers được cho là tác giả đồng kịch bản với Jay Kogen vào tháng 7 năm 1998, và sau đó định nhận vai Shaggy. Tháng 10 năm 2000, bộ phim chính thức được bật đèn xanh để sản xuất. Tạp chí Variety đưa tin rằng Raja Gosnell đã được thuê làm đạo diễn bộ phim.
Bộ phim có những chi tiết liên hệ đến một số mốt văn hóa đại chúng, đặc biệt là cảnh trong chiếc xe Mystery Machine. Scooby cầm một chai tương cà của Heinz Kickr's Bottle, một số đồ chơi có miệng dính trên mắt, Pamela Anderson phỏng vấn các nhân vật chính trong chương mở đầu.
Tác phẩm được ghi hình tại địa điểm tọa lạc trong và xung quanh Queensland, Úc. Phim bắt đầu được sản xuất vào ngày 12 tháng 2 năm 2001 tại công viên chủ đề Warner Bros. Movie World, với hơn 400 diễn viên và đoàn làm phim cũng tiếp quản khu nghỉ mát đảo Tangalooma trong 6 tuần để quay tất cả các bối cảnh trên Đảo ma quái. Quá trình sản xuất kết thúc vào tháng 6 năm 2001. Lúc đầu, bộ phim dự kiến được dựng mang màu sắc u tối hơn nhiều, cơ bản là để giễu nhại loạt phim gốc, giống như The Brady Bunch Movie và được phân loại PG-13. Shaggy bị xem là một kẻ nghiện ma túy, và có nhiều chi tiết về cần sa.
Nhiều tin đồn về những khía cạnh này trong loạt phim hoạt hình gốc đã được người hâm mộ của nguyên tác truyền tai nhau và sẽ được đưa vào bản phim người đóng. Vào tháng 3 năm 2001, tức một tháng sau khi ghi hình, bức ảnh đầu tiên chụp dàn diễn viên chính thức được công bố.
Theo Sarah Michelle Gellar, sau khi dàn diễn viên ký hợp đồng thì đã có thay đổi và bộ phim trở nên thân thiện với gia đình hơn, mặc dù một số trò đùa gốc của người lớn vẫn còn trong phim. Chúng cũng nằm trong các cảnh phim bị xóa trên các đĩa phim phát hành tại gia. Gellar cho biết nhân vật của cô và Linda Cardellini đã chung một nụ hôn trên màn ảnh, cuối cùng chi tiết không được đưa vào bộ phim. “Đó không chỉ là để cho vui,” cô chia sẻ và giải thích rằng cảnh ấy diễn ra trong cảnh hoán đổi thân xác. "Ban đầu, trong cảnh hoán đổi linh hồn, Velma và Daphne dường như không thể lấy lại linh hồn của họ trong rừng. Và vì vậy, họ tìm ra cách hôn nhau và các linh hồn trở lại đúng vị trí cũ."
Vào năm 2017, nhân dịp kỷ niệm 15 năm ngày phát hành bộ phim, James Gunn (nhà biên kịch của bộ phim) tiết lộ trong một bài đăng trên Facebook rằng có một phiên bản của Scooby-Doo bị phân loại R và CGI được sử dụng để xóa những phần khe ngực của các diễn viên nữ. Phiên bản chiếu rạp được phân loại PG.

### Tuyển vai
Các diễn viên Freddie Prinze Jr. và Sarah Michelle Gellar (cả hai trước đó đã đóng chung trong I Know What You Did Last Summer và lần lượt thủ vai Fred và Daphne) đều có quan hệ tình cảm trong cả trên phim lẫn ngoài đời thực. Bộ phim này đánh dấu lần đầu tiên trong lịch sử loạt phim mà các nhân vật được miêu tả như một cặp đôi. Cặp đôi kết hôn ngay sau khi bộ phim được phát hành. Prinze nói về nhân vật của mình: "[Anh ta] luôn tỏ ra kiêu ngạo hơn những người khác. Vì vậy, trong phim, tôi đã tận dụng cơ hội để khiến anh ấy tự yêu mình nhất có thể."
Lúc đầu Jim Carrey được mời đóng vai Shaggy, trong khi Mike Myers cũng bày tỏ sự quan tâm đến vai diễn này. Lochlyn Munro cũng đã thử vai. Vai trò cuối cùng đã được trao cho Matthew Lillard. Khi được hỏi về việc xem nhiều thước phim hoạt hình trước khi thủ diễn Shaggy, Lillard trả lời: "Mọi thứ mà tôi có thể tìm được. Nếu tôi phải xem một tập nữa của Scooby-Doo, thì thế sẽ là quá sớm." Lillard còn tiếp tục lồng tiếng cho Shaggy trong phần còn lại của loạt nhượng quyền Scooby-Doo bắt đầu từ năm 2010; anh ấy cũng sẽ giễu nhại các vai của mình trong Looney Tunes: Back in Action một năm sau, khi một cảnh hoạt hình mà Shaggy và Scooby bày tỏ sự bất bình về vai diễn của Lillard trong một bữa trưa tại nhà ăn của phim trường Warner Bros. và đe dọa bắt anh làm tốt hơn trong phần phim tiếp theo.
Isla Fisher lớn lên khi theo dõi Scooby-Doo ở Úc và cho rằng "phần tuyệt nhất khi làm bộ phim này là được tham gia vào một nhóm nổi tiếng, thứ có mặt trong tuổi thơ của mọi người và là thứ có ý nghĩa rất lớn đối với nhiều người." Linda Cardellini cũng là một người hâm mộ của loạt phim Scooby-Doo.

### Ghi hình
Quá trình ghi hình chính bắt đầu vào ngày 13 tháng 2 năm 2001 và kết thúc vào ngày 1 tháng 6 năm 2001. Quá trình quay phim diễn ra khắp Queensland, Úc. Đảo ma quái được quay tại khu nghỉ mát đảo Tangalooma ở đảo Moreton.

## Phân phối

### Tiếp thị
Ngày 16 tháng 11 năm 2001, trailer đầu tiên của Scooby-Doo được phát hành tại các rạp cùng với phần mở đầu của Harry Potter và Hòn đá phù thủy. Đoạn trailer thứ hai ra mắt cùng với lịch phát hành Ice Age và Showtime vào ngày 15 tháng 3 năm 2002.
Một trò chơi điện tử dựa trên bộ phim đã được phát hành dành cho máy Game Boy Advance ngay trước khi bộ phim được phát hành. Trò chơi được chơi ở góc nhìn của người thứ ba, có nhiều trò chơi giải đố và mini-game. Cấu trúc của trò chơi tương tự như Trò chơi với bàn cờ. Metacritic chấm trò chơi điểm 64/100 dựa trên 5 bài đánh giá, gắn nhãn là "các bài đánh giá trái chiều hoặc trung bình". Trong khi đó, Dairy Queen bắt đầu quảng cáo bộ phim với đồ chơi nấu ăn trẻ em, bánh đông lạnh và số lượng bánh Mystery Crunch Blizzard hạn chế.

### Băng đĩa tại gia
Bộ phim được phát hành trên VHS và DVD vào ngày 11 tháng 10 năm 2002. Đĩa phát hành gồm các cảnh đã bị xóa, trong số đó có một đoạn phim hoạt hình mở đầu theo phong cách của loạt phim truyền hình gốc.  Sau đó đĩa phim được phát hành trên đĩa Blu-ray vào ngày 16 tháng 1 năm 2007. Đĩa Blu-ray có tặng kèm một gói tính năng kép với phần phim tiếp theo Monsters Unleashed, vào ngày 9 tháng 11 năm 2010.

## Đón nhận

### Doanh thu phòng vé
Scooby-Doo ra mắt với 19,2 triệu USD vào ngày khởi chiếu và 54,1 triệu USD vào dịp cuối tuần từ 3.447 rạp, tức trung bình thu về khoảng 15.711 USD mỗi rạp và đứng đầu tại phòng vé. Vào thời điểm đó, tác phẩm có doanh thu dịp cuối tuần mở màn vào tháng 6 cao thứ hai, sau Austin Powers: The Spy Who Shagged Me. Trong thời gian chiếu rạp, Scooby-Doo cũng cạnh tranh với một bộ phim hướng đến đối tượng gia đình khác là Lilo & Stitch. Phim ngừng chiếu vào ngày 31 tháng 10 năm 2002, với tổng doanh thu cuối cùng là 153 triệu USD tại Hoa Kỳ và Canada. Phim còn kiếm được thêm 122 triệu USD ở các vùng lãnh thổ khác, nâng tổng doanh thu toàn cầu lên 275,7 triệu USD, trở thành bộ phim thành công thứ 15 trên toàn thế giới của năm 2002. Tác phẩm được phát hành tại Vương quốc Anh vào ngày 12 tháng 7 năm 2002 và đứng đầu phòng vé của quốc gia này trong hai ngày cuối tuần tiếp theo, trước khi bị Austin Powers in Goldmember soán ngôi.

### Đánh giá chuyên môn
Trên trang tổng hợp đánh giá Rotten Tomatoes, bộ phim nhận 32% lượng đánh giá tích cực dựa trên 146 bài phê bình, đạt điểm trung bình là 4,6/10. Các bài phê bình của website nhất trí rằng: "Mặc dù Lillard nổi bật một cách phi thường trong vai Shaggy, nhưng Scooby Doo là một bản phim người đóng cập nhật mệt mỏi, đầy những trò đùa tẻ nhạt."  Trên Metacritic, bộ phim nhận được số điểm 35 dựa trên 31 bài đánh giá, thể hiện "các bài đánh giá nhìn chung không tốt". Khán giả do CinemaScore thăm dò đã cho điểm trung bình của bộ phim là "B+" trên thang điểm từ A+ đến F.
Roger Ebert của nhật báo Chicago Sun-Times chấm bộ phim một trên 4 sao, cho rằng bộ phim "tồn tại trong một vũ trụ khép kín, và phần còn lại của chúng ta là người ngoài hành tinh. Internet được phát minh để bạn có thể tìm thấy bài đánh giá của người khác về Scooby-Doo. Bắt đầu lướt mạng đi." Peter Travers của Rolling Stone nhận xét: "Hãy lấy ra đồ hót phân của bạn đi. Doo (phân) sẽ ra rạp vào ngày 14 tháng 6, cảnh báo những quảng cáo của Scooby-Doo . Và họ nói chẳng có sự thật nào ở Hollywood." Chris Hewitt của tạp chí Empire thì chấm bộ phim hai trên 5 sao.
Robin Rauzi của Los Angeles Times ví bộ phim mang "tính giải trí xài một lần hơn bất kì bộ phim hoạt hình dài nửa tiếng nào của Hanna-Barbera." Mặc dù Jay Boyar của Orlando Sentinel cho rằng những đứa trẻ thích bản hoạt hình của Scooby-Doo "có thể sẽ thích" bộ phim, nhưng ông kêu gọi các bậc phụ huynh "biết rằng bạo lực khó coi hơn chút so với bản hoạt hình". Sau đó, anh tiếp tục cho rằng những người lớn nhớ bản hoạt hình "có thể bị cuốn vào cái mà Scooby gọi là 'hoài niệm'", nhưng nhận xét rằng "những người lớn không ưa việc hồi tưởng các bộ hoạt hình Scooby-Doo nhận được lời khuyên thiết yếu rằng nên bỏ xem."
Ngược lại, Hank Struever của The Washington Post đánh giá tích cực về bộ phim, cho rằng "Bạn không muốn yêu bộ phim này, nhưng bạn sẽ thích. Mặc dù Scooby-Doo còn lâu mới trở thành Blazing Saddles của các thế hệ X, Y và Z, nhưng thật khó để cưỡng lại sức hấp dẫn của nó."

## Phương tiện truyền thông khác

### Phần tiếp theo
Phần phim tiếp theo mang tên Scooby-Doo 2: Monsters Unleashed, ra rạp vào năm 2004. Phần phim thứ ba đã dự kiến sản xuất, nhưng bị hủy do kết quả tài chính và phê bình nghèo nàn của của phần hai.

### Phần tái khởi động
Trong năm 2009 và 2010, hai bộ phim điện ảnh truyền hình tái khởi động, Scooby-Doo! The Mystery Begins và Scooby-Doo! Curse of the Lake Monster được phát sóng trên Cartoon Network. Năm 2018, một bộ phim chiếu thẳng lên băng đĩa có tựa đề Daphne & Velma, (không liên quan đến các bộ phim Scooby-Doo trước đó) đã được phát hành vào năm 2018.

### Phần phim hoạt hình tái khởi động
Phần phim hoạt hình mang tên Scoob! ra rạp vào ngày 15 tháng 5 năm 2020.